# Айдарли (Панфіловський район)
Айдарли́ (каз. Айдарлы) — село у складі Панфіловського району Жетисуської області Казахстану. Входить до складу Айдарлинського сільського округу.
Населення — 1453 особи (2021; 1477 у 2009, 1827 у 1999, 2000 у 1989).